# Bugradsteuerung
Die Bugradsteuerung (engl. Nosewheel Steering, NWS) wird benutzt, um ein Flugzeug bei geringen Geschwindigkeiten am Boden zu lenken (Rollen). Beispielsweise benutzt der Pilot die NWS um das Flugzeug vom Stellplatz auf die Startbahn zu rollen und zu Beginn des Startlaufs, wenn das Seitenruder noch keine aerodynamische Wirkung hat.
Für die Steuerung des Bugrades stehen je nach Flugzeugtyp unterschiedliche Eingabegeräte zur Verfügung, meistens ist das Bugrad an die Seitenruderpedale gekoppelt, bei größeren Flugzeugen existiert zum Teil zusätzlich eine Hand-Kurbel oder ein kleines Rad (engl. tiller), mit dem nur das Bugrad ohne Betätigung des Seitenruders gesteuert werden kann. Diese Handkurbel befindet sich nur auf der Kapitänsseite und wird vom Kapitän mit der linken Hand bedient.
Die Ausführung und Steuerungsmöglichkeiten sind vom Flugzeughersteller und teilweise von der Fluggesellschaft abhängig, deshalb sind teilweise beidseitige oder nur auf der Seite des Pilot in Command angebrachte Steuer zu finden, ebenso kann der Ausschlag über die Pedale begrenzt, oder von der aktuellen Rollgeschwindigkeit abhängig sein.